# Réforme orthographique de l'indonésien de 1972
La réforme orthographique de l'indonésien de 1972 (en indonésien : Ejaan Yang Disempurnakan, EYD, litt. « orthographe perfectionnée ») remplace l'orthographe Soewandi (Edjaan Soewandi) aussi appelée orthographe républicaine (Edjaan Republik). Son objectif est une harmonisation plus poussée des orthographes indonésienne et malaisienne.

## Contexte
Pendant les guerres de la Révolution et de l'Empire, les troupes britanniques occupent les colonies néerlandaises d'Asie du Sud-Est. Après la chute de Napoléon Ier, les deux pays s'entendent sur leurs sphères d'influence, séparant en deux les populations de la sphère culturelle malaise. Cette séparation mène à l'apparition de deux systèmes orthographiques différents, le système dit « du congrès », utilisé à partir de 1956, pour le malaisien, et le système dit « républicain », utilisé à partir de 1947, pour l'indonésien.
En 1959, la Fédération de Malaisie et l'Indonésie signent un accord d'échange culturel, qui comportait un alignement des deux orthographes. Cependant, la constitution de la Malaisie en 1963, qui comportait des territoires réclamés par les Indonésiens, refroidit considérablement les relations entre les deux parties. Trois ans plus tard, cette confluence orthographique a été l'un des actes principaux de la détente entre les deux pays, qui ont aussitôt mis au travail une commission de linguistes pour unifier l'expression écrite.
Le 6 août 1972, le système orthographique commun est officiellement adopté par l'Indonésie et la Malaisie, vite rejoint par Brunei et Singapour.

## Changements

### Remplacements
| Changements        | Ancienne orthographe | Nouvelle orthographe | Signification        |
| ------------------ | -------------------- | -------------------- | -------------------- |
| /tʃ/: tj devient c | tjuma, katjang       | cuma, kacang         | seulement, cacahuète |
| /dʒ/: dj devient j | djual, edjaan        | jual, ejaan          | vendre, orthographe  |
| /j/: j devient y   | ajam, pajung         | ayam, payung         | poulet, parapluie    |
| /ɲ/: nj devient ny | njonja, banjak       | nyonya, banyak       | madame, beaucoup     |
| /ʃ/: sj devient sy | sjair, masjarakat    | syair, masyarakat    | poème, peuple        |
| /x/: ch devient kh | tarich, achir        | tarikh, akhir        | ère, fin             |

### Lettres étrangères empruntées
Les lettres qui étaient auparavant considérées comme des lettres étrangères empruntées sont désormais officiellement utilisées.
| Lettre | Exemple             | Signification        |
| ------ | ------------------- | -------------------- |
| f      | maaf, fakir         | excusez-moi, pauvre  |
| v      | valuta, universitas | monnaie, université  |
| z      | zeni, lezat         | ingénieur, délicieux |

### Q et X
Les lettres « q »  et « x » sont utilisées uniquement dans le domaine scientifique.
Exemples :
- a:b=p:q
- Sinar-X (rayons X)

### Préfixes et prépositions
On différencie les préfixes « di- » et « ke- » des prépositions « di » et « ke » : « diambil » et « kehendak » (être pris, désir) sont écrits en un seul mot tandis que « di rumah » et « ke pasar » (à la maison, au marché) sont écrits en deux mots. Avant 1972, avec l'orthographe républicaine, les deux formes s'écrivaient en un seul mot.

### Redoublements
Les redoublements utilisés notamment pour les pluriels des noms doivent être écrits en toutes lettres : l'utilisation du chiffre 2 autorisé par l'orthographe républicaine n'est désormais plus valide. Cette habitude s'est maintenue dans les usages informels tels que l'utilisation de services de messagerie.
| Ancienne orthographe | Nouvelle orthographe | Signification |
| -------------------- | -------------------- | ------------- |
| anak2                | anak-anak            | enfants       |
| ber-main2            | bermain-main         | s'amuser      |
| ke-barat2-an         | kebarat-baratan      | occidentalisé |